# San Marino na Mistrzostwach Europy w Lekkoatletyce 2014
San Marino na Mistrzostwach Europy w Lekkoatletyce 2014 – reprezentacja San Marino podczas Mistrzostw Europy w Zurychu liczyła 2 zawodników.

## Występy reprezentantów San Marino

### Mężczyźni

#### Konkurencje techniczne
| Konkurencja | Zawodnik      | Eliminacje | Eliminacje | Finał    | Finał   | Źródło |
| Konkurencja | Zawodnik      | Rezultat   | Pozycja    | Rezultat | Pozycja | Źródło |
| ----------- | ------------- | ---------- | ---------- | -------- | ------- | ------ |
| Skok wzwyż  | Eugenio Rossi | 2.19       | 16.        | NQ       | NQ      | [ 1 ]  |

### Kobiety

#### Konkurencje biegowe
| Konkurencja   | Zawodniczka      | Eliminacje | Eliminacje | Półfinał | Półfinał | Finał    | Finał | Źródło |
| Konkurencja   | Zawodniczka      | Rezultat   | Poz.       | Rezultat | Poz.     | Rezultat | Poz.  | Źródło |
| ------------- | ---------------- | ---------- | ---------- | -------- | -------- | -------- | ----- | ------ |
| Bieg na 100 m | Martina Pretelli | 12,68      | 36.        | NQ       | NQ       | NQ       | NQ    | [ 2 ]  |